# Papyrus 52

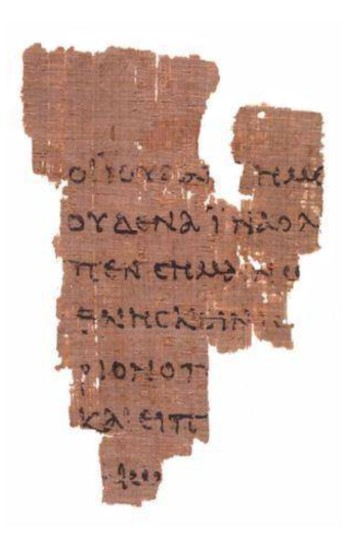
John Rylands Library Papyrus P52, recto (Vorderseite)

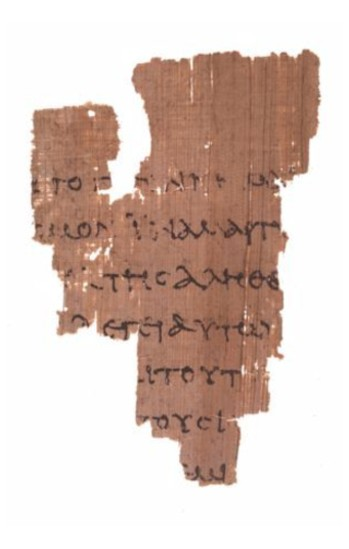
John Rylands Library Papyrus P52, verso (Rückseite)

Der Papyrus 52, auch als das Johannesfragment bekannt, ist ein Fragment aus einem Papyruscodex mit den Maßen 8,9 × 5,8 cm. Es wird mit den Rylands Papyri in der John Rylands Library in Manchester aufbewahrt. Der griechische Text stammt aus dem Evangelium nach Johannes. Die Vorderseite (recto) enthält Teile aus Joh 18,31–33 , die Rückseite (verso) aus Joh 18,37–38 .
Rylands {\displaystyle {\mathfrak {P}}}52 galt lange als das früheste bekannte Fragment eines kanonischen Textes des Neuen Testaments. Der Stil der Schrift wurde als streng hadrianisch (Regierungszeit 117–138 n. Chr.) eingestuft. Meistens wurde etwa 125 n. Chr. ± 25 Jahre (also ein Zeitraum von 100 bis 150 n. Chr.) genannt.

## Griechischer Text
Der Papyrus ist auf beiden Seiten beschrieben. Die im Folgenden fett gedruckten Buchstaben sind auf dem Papyrus {\displaystyle {\mathfrak {P}}}52 sichtbar.
Johannes 18,31–33 (recto)

„ΕΙΠΟΝ ΑΥΤΩ ΟΙ ΙΟΥΔΑΙΟΙ ΗΜΕΙΝ ΟΥΚ ΕΞΕΣΤΙΝ 
ΑΠΟΚΤΕΙΝΑΙ OYΔΕΝΑ ΙΝΑ Ο ΛΟΓΟΣ ΤΟΥ ΙΗΣΟΥ 
ΠΛΗΡΩΘΗ ΟΝ ΕΙΠΕΝ ΣΗΜΑΙΝΩΝ ΠΟΙΩ ΘΑΝΑΤΩ 
ΗΜΕΛΛΕΝ ΑΠΟΘΝΗΣΚΕΙΝ ΙΣΗΛΘΕΝ ΟΥΝ ΠΑΛΙΝ 
ΕΙΣ ΤΟ ΠΡΑΙΤΩΡΙΟΝ Ο ΠΙΛΑΤΟΣ ΚΑΙ ΕΦΩΝΗΣΕΝ 
ΤΟΝ ΙΗΣΟΥΝ ΚΑΙ ΕΙΠΕΝ ΑΥΤΩ ΣΥ ΕΙ ΒΑΣΙΛΕΥΣ 
ΤΩΝ ΙΟΥΔΑΙΩN“

„[…] sprachen zu ihm 
die Juden, „Uns ist erlaubt zu töten
 niemanden,“ damit das Wort Jesu sich erfüllen sollte, das
er gesagt hatte, um anzuzeigen welche Art des Todes er sollte
 sterben. Ging wieder in das
Praetorium Pilatus und rief Jesus
 und sprach zu ihm, „Bist du der König der
Juden?“ […]“

Johannes 18,37–38 (verso)

„ΒΑΣΙΛΕΥΣ ΕΙΜΙ ΕΓΩ ΕΙΣ 
ΤΟΥΤΟ ΓΕΓΕΝΝΗΜΑΙ ΚΑΙ (ΕΙΣ ΤΟΥΤΟ) ΕΛΗΛΥΘΑ ΕΙΣ ΤΟΝ 
ΚΟΣΜΟΝ ΙΝΑ ΜΑΡΤΥΡΗΣΩ ΤΗ ΑΛΗΘΕΙΑ ΠΑΣ Ο ΩΝ 
ΕΚ ΤΗΣ ΑΛΗΘΕIΑΣ ΑΚΟΥΕΙ ΜΟΥ ΤΗΣ ΦΩΝΗΣ 
ΛΕΓΕΙ ΑΥΤΩ Ο ΠΙΛΑΤΟΣ ΤΙ ΕΣΤΙΝ ΑΛΗΘΕΙΑ 
ΚΑΙ ΤΟΥΤΟ ΕΙΠΩΝ ΠΑΛΙΝ ΕΞΗΛΘΕΝ 
ΠΡΟΣ ΤΟΥΣ ΙΟΥΔΑΙΟΥΣ ΚΑΙ ΛΕΓΕΙ ΑΥΤΟΙΣ 
ΕΓΩ ΟΥΔΕΜΙΑΝ ΕΥΡΙΣΚΩ ΕΝ ΑΥΤΩ ΑΙΤΙΑΝ“

„[…] ich ein König bin. Ich bin dazu geboren worden
und (dazu) bin ich gekommen in die Welt, damit ich Zeugnis ablege
für die Wahrheit. Jeder, der ist aus der Wahrheit,
hört auf meine Stimme. Sprach zu ihm
Pilatus, „Was ist Wahrheit?“ und nachdem er dies
gesagt hatte, ging er wieder hinaus zu den Juden
und sprach zu ihnen: „Ich keine 
finde bei ihm Schuld.““

Es scheint unzureichend Platz für die wiederholte Phrase (ΕΙΣ ΤΟΥΤΟ) in der zweiten Zeile der Rückseite zu sein, und es wurde vermutet, dass diese Worte versehentlich durch Haplographie ausgelassen wurden.
In Zeile 1 der Vorderseite steht fehlerhaft ΗΜΕΙΝ statt ΗΜΙΝ, dafür fehlt in Zeile 4 ein Ε (ΙΣΗΛΘΕΝ statt ΕΙΣΗΛΘΕΝ). Der Diphthong /ei/ war in der Koine-Aussprache bereits zu /i/ monophthongiert, so dass die jeweils richtigen und falschen Schreibweisen identisch ausgesprochen wurden.
Die Schrift ist großzügig eingeteilt – die Buchstaben variieren zwischen 0,3 und 0,4 cm Höhe, die Zeilen sind ca. 0,5 cm voneinander entfernt, es gibt einen Rand von 2 cm an der Oberseite, und auf verso ist ein Teil des Innenrands erhalten mit einer Art Verstärkung am Falz. Die Einteilung ergibt 18 Zeilen pro Seite und 29–33 Zeichen pro Zeile. C. H. Roberts kommentierte: „Nach den Abständen und der Textgröße zu urteilen ist es unwahrscheinlich anzunehmen, dass das Format durch Ökonomieüberlegungen beeinflusst wurde. Demnach wäre das Manuskript für das öffentliche Vorlesen gedacht gewesen. Wenn der Originaltext tatsächlich den gesamten Text des kanonischen Evangeliums nach Johannes enthielt, dann wäre das Buch in etwa 130 Seiten im Umfang gewesen, zusammen mit einem Deckblatt und dem Titel wären das 66 Blätter. Geschlossen hätte es etwa die Maße 21 × 20 cm gehabt.“ Es gibt keine Hinweise, die erlauben, Rückschlüsse auf den inneren Aufbau des Codex zu ziehen, und es gibt keine Spuren einer Nummerierung. Roberts beschreibt die Handschrift als „schwer, geschwungen und eher kunstvoll“, aber dennoch nicht die Arbeit eines „erfahrenen Schreibers“ (z. B. kein professioneller Abschreiber).

## Geschichte und Datierung
Das Fragment gehörte zu einer Gruppe von Dokumenten, die Bernard Grenfell 1920 auf einem ägyptischen Markt erwarb. Wegen dieser Herkunft und der Tatsache, dass die ältesten neutestamentlichen Papyri vornehmlich aus Ägypten stammen, weil sie wegen der klimatischen Verhältnisse dort eher erhalten blieben, wird auch für diesen Text eine ägyptische Herkunft vermutet. Die erste Transkription und Übersetzung wurde erst 1934 von Colin H. Roberts (1909–1990) durchgeführt.
Roberts fand Vergleichshandschriften auf Papyrus, die damals auf den Zeitraum zwischen 50 und 150 datiert wurden, wobei die größte Übereinstimmung mit einem hadrianischen Datum bestand. Da man das JohEv im Original auf das Ende des 1. Jahrhunderts datiert, schlug Roberts ein Datum in der ersten Hälfte des zweiten Jahrhunderts vor. In den Jahrzehnten seit Roberts’ Essay haben sich die Datierungen seiner Vergleichshandschriften zu späteren Dekaden hin verschoben (wie die meisten undatierten antiken Papyri); doch wurden zwischenzeitlich auch andere sicher datierbare Vergleichshandschriften hinzugezogen, deren Abfassungsdatum bis in das dritte Jahrhundert reicht. Brent Nongbri dehnt die mögliche Zeitspanne bis in das dritte Jahrhundert aus. Udo Schnelle fasst 2024 zusammen, p52 werde „überwiegend um 125 n. Chr. datiert“, aber diese „außergewöhnlich sichere“ Datierung sei „so nicht mehr haltbar […]. Man wird zumindest einen Spielraum um 25 Jahre
nach oben zugestehen müssen, so dass sich eine Datierung zwischen 125 und 150 nahelegt.“
Die Bedeutung von {\displaystyle {\mathfrak {P}}}52 beruht auf seinem möglicherweise hohen Alter. Vermutlich wurde das Johannesevangelium in Kleinasien oder Palästina abgefasst. Da es sich sicher nicht um das Original des Evangeliums handelt und eine gewisse Zeitspanne nötig war, um das Werk nach Ägypten gelangen zu lassen, muss die Entstehung des Johannesevangeliums mindestens einige Jahre vor diesem Datum von {\displaystyle {\mathfrak {P}}}52 liegen. Damit würde die Entstehungszeit von {\displaystyle {\mathfrak {P}}}52 nahe an das angenommene Abfassungsdatum von ca. 90 heranreichen.

## Textkritik
Trotz der geringen Größe von {\displaystyle {\mathfrak {P}}}52 ist eine plausible Rekonstruktion für die meisten der 14 Zeilen möglich. Weil sein Umfang gemessen am Gesamttext des Johannesevangeliums aber gering ist, wird das Fragment nur sehr selten als Zeugnis bei der Textkritik des Evangeliums herangezogen. Einige Auseinandersetzungen gab es darüber, ob der Name ΙΗΣΟΥ(Ν) (Jesus) in den fehlenden Teilen von recto Zeile 2 und 5/6 ursprünglich als nomen sacrum geschrieben und daher zu ΙΣ oder ΙΗΣ zusammengezogen erschienen sei. Dies stünde in Übereinstimmung mit der sonst üblichen Darstellungspraxis in den erhaltenen frühen Evangelienmanuskripten. Roberts meinte ursprünglich, dass der Name Jesu wahrscheinlich vollständig ausgeschrieben worden sei (C. M. Tuckett folgte ihm in dieser Meinung). Später jedoch änderte Roberts seine Meinung und wurde darin auch von Larry W. Hurtado unterstützt.
Die in {\displaystyle {\mathfrak {P}}}52 enthaltenen Verse werden auch vom Bodmer Papyrus {\displaystyle {\mathfrak {P}}}66 bestätigt. Dieser wird üblicherweise auf den Beginn des 3. Jahrhunderts datiert. Doch aufgrund des geringen Umfangs des erhalten gebliebenen Textes von {\displaystyle {\mathfrak {P}}}52 hat es sich als unmöglich erwiesen, diesen zweifelsfrei dem gleichen pro-Alexandrinischen Texttyp zuzuordnen.